# فرودگاه تری-سیتیز (واشینگتن)
فرودگاه تری-سیتیز (واشنگتن) (به انگلیسی: Tri-Cities Airport (Washington)) یک فرودگاه همگانی با کد یاتا PSC است که یک باند فرود آسفالت دارد و طول باند آن ۲۳۴۷ متر است. این فرودگاه در کشور ایالات متحده آمریکا قرار دارد و در ارتفاع ۱۲۴٫۱ متری از سطح دریا واقع شده‌است.

## شرکت‌های هواپیمایی و مقصدهای پروازی

### مسافری
| شرکت‌های هواپیمایی | مقصدهای پروازی                 |
| ----------------- | ------------------------------ |
| آلاسکا ایرلاینز   | سیاتل-تاکوما٬ لس‌آنجلس          |
| الیجنت ایر        | لاس وگاس، فینکس-مسا            |
| امریکن ایگل       | فینکس-اسکلی هاربر              |
| اولو ایرلاینز     | بربنک                          |
| دلتا ایرلاینز     | مینیاپولیس−سنت پل، سالت‌لیک‌سیتی |
| دلتا کانکشن       | سالت‌لیک‌سیتی، سیاتل-تاکوما      |
| یونایتد ایرلاینز  | دنور                           |
| یونایتد اکسپرس    | دنور، سانفرانسیسکو             |

### باری
| شرکت‌های هواپیمایی | مقصدهای پروازی                  |
| ----------------- | ------------------------------- |
| امری‌فلایت         | سیاتل-بویینگ، اسپوکن، والا والا |
| فدکس اکسپرس       | اسپوکن                          |